# République tchèque aux Jeux olympiques d'hiver de 2022
La Tchéquie participe aux Jeux olympiques d'hiver de 2022 à Pékin en Chine du 4 au 20 février 2022. Il s'agit de sa huitième participation à des Jeux d'hiver.

## Participation
Aux Jeux olympiques d'hiver de 2022, les athlètes de l'équipe de Tchéquie participent aux épreuves suivantes : 
| Sport               | Hommes | Femmes | Total |
| ------------------- | ------ | ------ | ----- |
| Biathlon            | 5      | 5      | 10    |
| Bobsleigh           | 4      | 0      | 4     |
| Combiné nordique    | 4      | 0      | 4     |
| Curling             | 1      | 1      | 2     |
| Hockey sur glace    | 25     | 23     | 48    |
| Luge                | 3      | 1      | 4     |
| Patinage artistique | 3      | 3      | 6     |
| Patinage de vitesse | 0      | 2      | 2     |
| Saut à ski          | 5      | 3      | 8     |
| Short-track         | 0      | 1      | 1     |
| Skeleton            | 0      | 1      | 1     |
| Ski acrobatique     | 0      | 1      | 1     |
| Ski alpin           | 2      | 6      | 8     |
| Ski de fond         | 6      | 5      | 11    |
| Snowboard           | 1      | 4      | 5     |
| Total               | 59     | 55     | 114   |

## Médaillés
| Sport    | Discipline                    | Athlète(s)    | Performance   | Date      |
| -------- | ----------------------------- | ------------- | ------------- | --------- |
| Snowbard | Slalom géant parallèle femmes | Ester Ledecká | 1 min 23 s 63 | 8 février |

| Sport               | Discipline     | Athlète(s)        | Performance   | Date       |
| ------------------- | -------------- | ----------------- | ------------- | ---------- |
| Patinage de vitesse | 5 000 m femmes | Martina Sáblíková | 6 min 50 s 09 | 10 février |

## Résultats

### Biathlon
| Mikuláš Karlík  | 52 min 56 s 3 | 3 (0+0+0+3) | 31e | 25 min 48 s 8 | 3 (0+3) | 28e | 45 min 38 s 8 | 8 (1+3+3+1) | 42e | -             | -           | -   |
| Michal Krčmář   | 55 min 27 s 9 | 5 (0+1+3+1) | 59e | 25 min 22 s 4 | 1 (0+1) | 16e | 44 min 6 s 9  | 7 (1+0+4+1) | 34e | 41 min 54 s 9 | 5 (0+1+1+3) | 21e |
| Jakub Štvrtecký | 55 min 52 s 7 | 5 (0+3+0+2) | 65e | 26 min 48 s 3 | 3 (1+2) | 58e | 46 min 32 s 1 | 7 (0+3+3+1) | 48e | -             | -           | -   |
| Adam Václavík   | -             | -           | -   | 26 min 50 s 2 | 3 (2+1) | 59e | 45 min 41 s 2 | 6 (1+1+3+1) | 44e | -             | -           | -   |
| Milan Žemlička  | 55 min 44 s 3 | 2 (0+1+0+1) | 62e | -             | -       | -   | -             | -           | -   | -             | -           | -   |

| Lucie Charvátová   | 44 min 46 s 6 | 2 (0+1+0+1) | 19e | 22 min 35 s 6 | 1 (0+1) | 25e | 46 min 46 s 6     | 4 (2+1+0+1)       | 34e               | 44 min 28 s 7 | 5 (0+2+2+1) | 28e |
| Markéta Davidová   | 43 min 44 s 6 | 1 (0+0+0+1) | 6e  | 23 min 11 s 8 | 4 (2+2) | 41e | 44 min 44 s 6     | 4 (1+1+1+1)       | 28e               | 41 min 11 s 4 | 4 (1+0+1+2) | 4e  |
| Jessica Jislová    | 46 min 17 s 5 | 2 (0+1+0+1) | 27e | 22 min 42 s 7 | 1 (1+0) | 31e | 48 min 17 s 5     | 2 (0+1+0+1)       | 35e               | -             | -           | -   |
| Tereza Voborníková | 46 min 51 s 6 | 2 (0+0+1+1) | 34e | 23 min 30 s 9 | 2 (2+0) | 58e | A concédé un tour | A concédé un tour | A concédé un tour | -             | -           | -   |

| Athlètes                                                           | Épreuve | Temps               | Pénalité            | Rang |
| ------------------------------------------------------------------ | ------- | ------------------- | ------------------- | ---- |
| Jakub Štvrtecký Mikuláš Karlík Adam Václavík Michal Krčmář         | Hommes  | Ont concédé un tour | Ont concédé un tour | 19e  |
| Eva Puskarčíková Markéta Davidová Jessica Jislová Lucie Charvátová | Femmes  | 1 h 14 min 6 s      | 1+8                 | 8e   |
| Markéta Davidová Jessica Jislová Mikuláš Karlík Michal Krčmář      | Mixte   | 1 h 10 min 20 s 2   | 3+17                | 12e  |

### Bobsleigh
| Athlètes * : pilote                                      | Épreuve      | Course 1 | Course 1 | Course 2     | Course 2 | Course 3     | Course 3 | Course 4     | Course 4 | Total         | Total |
| Athlètes * : pilote                                      | Épreuve      | Temps    | Rang     | Temps        | Rang     | Temps        | Rang     | Temps        | Rang     | Temps         | Rang  |
| -------------------------------------------------------- | ------------ | -------- | -------- | ------------ | -------- | ------------ | -------- | ------------ | -------- | ------------- | ----- |
| Dominik Dvořák* Jakub Nosek                              | Bob à deux   | 59 s 90  | 15e      | 1 min 0 s 04 | 11e      | 1 min 0 s 20 | 16e      | 1 min 0 s 16 | 13e      | 4 min 0 s 30  | 15e   |
| Dominik Dvořák* Jakub Nosek Jan Šindelář Dominik Záleský | Bob à quatre | 59 s 71  | 23e      | 59 s 80      | 21e      | 59 s 65      | 22e      | Éliminé      | Éliminé  | 2 min 59 s 16 | 21e   |

### Combiné nordique
| Athlète                                            | Épreuve          | Saut à ski | Saut à ski | Saut à ski | Ski de fond   | Ski de fond | Total         | Total |
| Athlète                                            | Épreuve          | Distance   | Points     | Rang       | Temps         | Rang        | Temps         | Rang  |
| -------------------------------------------------- | ---------------- | ---------- | ---------- | ---------- | ------------- | ----------- | ------------- | ----- |
| Lukáš Daněk                                        | Tremplin normal, | 97,0 m     | 98,2       | 25e        | 25 min 22 s 8 | 22e         | 27 min 41 s 8 | 21e   |
| Ondřej Pažout                                      | Tremplin normal, | 96,0 m     | 99,9       | 22e        | 26 min 19 s 4 | 30e         | 28 min 31 s 4 | 29e   |
| Tomáš Portyk                                       | Tremplin normal, | 97,0 m     | 110,8      | 13e        | 25 min 47 s 4 | 26e         | 27 min 16 s 4 | 20e   |
| Jan Vytrval                                        | Tremplin normal, | 82,5 m     | 93,5       | 29e        | 25 min 26 s 7 | 24e         | 28 min 4 s 7  | 26e   |
| Lukáš Daněk                                        | Grand tremplin,  | 117,0 m    | 86,1       | 31e        | 27 min 32 s 3 | 30e         | 31 min 7 s 3  | 30e   |
| Ondřej Pažout                                      | Grand tremplin,  | 123,5 m    | 99,0       | 20e        | 27 min 46 s 7 | 35e         | 30 min 29 s 7 | 29e   |
| Tomáš Portyk                                       | Grand tremplin,  | 128,0 m    | 97,8       | 22e        | 27 min 32 s 6 | 31e         | 30 min 20 s 6 | 27e   |
| Jan Vytrval                                        | Grand tremplin,  | 125,0 m    | 97,0       | 23e        | 26 min 26 s 1 | 14e         | 29 min 17 s 1 | 18e   |
| Lukáš Daněk Ondřej Pažout Tomáš Portyk Jan Vytrval | Par équipes,     | 493,5 m    | 403,7      | 6e         | 51 min 34 s 6 | 7e          | 53 min 10 s 6 | 7e    |

### Curling
| Équipe                    | Premier tour         | Premier tour      | Premier tour           | Premier tour        | Premier tour                | Premier tour        | Premier tour             | Premier tour       | Premier tour       | Premier tour | Demi-finale      | Finale / MB      | Finale / MB |
| Équipe                    | Adversaire Score     | Adversaire Score  | Adversaire Score       | Adversaire Score    | Adversaire Score            | Adversaire Score    | Adversaire Score         | Adversaire Score   | Adversaire Score   | Rang         | Adversaire Score | Adversaire Score | Rang        |
| ------------------------- | -------------------- | ----------------- | ---------------------- | ------------------- | --------------------------- | ------------------- | ------------------------ | ------------------ | ------------------ | ------------ | ---------------- | ---------------- | ----------- |
| Zuzana Paulová Tomáš Paul | Norvège Victoire 7-6 | Suède Défaite 4-7 | Australie Victoire 8-2 | Italie Défaite 2-10 | Grande-Bretagne Défaite 3-8 | Suisse Défaite 3-11 | États-Unis Victoire 10-8 | Canada Défaite 5-7 | Chine Victoire 8-6 | 6e           | Éliminés         | Éliminés         | Éliminés    |

### Hockey sur glace
| Compétition      | Phase de groupe      | Phase de groupe          | Phase de groupe       | Phase de groupe        | Phase de groupe | Tour qualificatif  | Quart de finale        | Demi-finale      | Finale / MB      | Finale / MB |
| Compétition      | Adversaire Score     | Adversaire Score         | Adversaire Score      | Adversaire Score       | Rang            | Adversaire Score   | Adversaire Score       | Adversaire Score | Adversaire Score | Rang        |
| ---------------- | -------------------- | ------------------------ | --------------------- | ---------------------- | --------------- | ------------------ | ---------------------- | ---------------- | ---------------- | ----------- |
| Tournoi masculin | Danemark Défaite 1-2 | Suisse Victoire 2-1 (TF) | ROC Victoire 6-5 (TF) | Non disputé            | 3e              | Suisse Défaite 2-4 | Éliminés               | Éliminés         | Éliminés         | 9e          |
| Tournoi féminin  | Chine Victoire 3-1   | Suède Victoire 3-1       | Danemark Défaite 2-3  | Japon Défaite 2-3 (TF) | 2e              | Non disputé        | États-Unis Défaite 1-4 | Éliminées        | Éliminées        | 7e          |

### Luge
| Athlètes                                                 | Épreuve          | Course 1      | Course 1 | Course 2      | Course 2 | Course 3      | Course 3    | Course 4    | Course 4    | Total          | Total |
| Athlètes                                                 | Épreuve          | Temps         | Rang     | Temps         | Rang     | Temps         | Rang        | Temps       | Rang        | Temps          | Rang  |
| -------------------------------------------------------- | ---------------- | ------------- | -------- | ------------- | -------- | ------------- | ----------- | ----------- | ----------- | -------------- | ----- |
| Anna Čežíková                                            | Monoplace femmes | 1 min 0 s 392 | 28e      | 1 min 1 s 169 | 30e      | 1 min 0 s 101 | 29e         | Éliminée    | Éliminée    | 3 min 1 s 662  | 30e   |
| Michael Lejsek                                           | Monoplace hommes | 59 s 542      | 28e      | 59 s 945      | 31e      | 1 min 0 s 080 | 32e         | Éliminé     | Éliminé     | 2 min 59 s 567 | 30e   |
| Zdeněk Pěkný Filip Vejdělek                              | Biplace (hommes) | 0 min 1 s 248 | 16e      | 59 s 869      | 14e      | Non disputé   | Non disputé | Non disputé | Non disputé | 2 min 0 s 117  | 19e   |
| Anna Čežíková Michael Lejsek Zdeněk Pěkný Filip Vejdělek | Relais mixte     | 1 min 1 s 852 | 12e      | 1 min 3 s 545 | 12e      | 1 min 4 s 159 | 11e         | Non disputé | Non disputé | 3 min 9 s 556  | 10e   |

### Patinage artistique
| Athlète                            | Épreuve           | Programme court Danse originale | Programme court Danse originale | Programme libre Danse libre | Programme libre Danse libre | Total    | Total    |
| Athlète                            | Épreuve           | Points                          | Rang                            | Points                      | Rang                        | Points   | Rang     |
| ---------------------------------- | ----------------- | ------------------------------- | ------------------------------- | --------------------------- | --------------------------- | -------- | -------- |
| Michal Březina                     | Individuel hommes | 75,19                           | 25e                             | Éliminé                     | Éliminé                     | Éliminé  | Éliminé  |
| Eliška Březinová                   | Individuel femmes | 64,31                           | 12e                             | 111,10                      | 21e                         | 175,41   | 20e      |
| Elizaveta Zhuk Martin Bidař        | Couples           | 54,64                           | 17e                             | Éliminés                    | Éliminés                    | Éliminés | Éliminés |
| Natálie Taschlerová Filip Taschler | Danse sur glace   | 67,22                           | 17e                             | 101,10                      | 17e                         | 168,32   | 16e      |

| Athlètes                           | Discipline | Programme court / Danse rythmique | Programme court / Danse rythmique | Programme court / Danse rythmique | Programme court / Danse rythmique | Programme libre / Danse libre | Programme libre / Danse libre | Programme libre / Danse libre | Programme libre / Danse libre |
| Athlètes                           | Discipline | Points                            | Points équipe                     | Total                             | Rang                              | Points                        | Points équipe                 | Total                         | Rang                          |
| ---------------------------------- | ---------- | --------------------------------- | --------------------------------- | --------------------------------- | --------------------------------- | ----------------------------- | ----------------------------- | ----------------------------- | ----------------------------- |
| Michal Březina                     | Hommes     | 76,77                             | 4                                 | 15                                | 8e                                | Éliminés                      | Éliminés                      | Éliminés                      | Éliminés                      |
| Eliška Březinová                   | Femmes     | 61,05                             | 3                                 | 15                                | 8e                                | Éliminés                      | Éliminés                      | Éliminés                      | Éliminés                      |
| Elizaveta Zhuk Martin Bidař        | Couples    | 57,70                             | 3                                 | 15                                | 8e                                | Éliminés                      | Éliminés                      | Éliminés                      | Éliminés                      |
| Natálie Taschlerová Filip Taschler | Danse      | 68,99                             | 5                                 | 15                                | 8e                                | Éliminés                      | Éliminés                      | Éliminés                      | Éliminés                      |

### Patinage de vitesse
| Athlète           | Épreuve      | Course        | Course                              |
| Athlète           | Épreuve      | Temps         | Rang                                |
| ----------------- | ------------ | ------------- | ----------------------------------- |
| Nikola Zdráhalová | 500 mètres   | 39 s 18       | 25e                                 |
| Nikola Zdráhalová | 1 000 mètres | 1 min 18 s 75 | 27e                                 |
| Nikola Zdráhalová | 1 500 mètres | 1 min 59 s 54 | 21e                                 |
| Nikola Zdráhalová | 3 000 mètres | 4 min 13 s 13 | 18e                                 |
| Martina Sáblíková | 3 000 mètres | 4 min 0 s 34  | 4e                                  |
| Martina Sáblíková | 5 000 mètres | 6 min 50 s 09 | Médaille de bronze, Jeux olympiques |

| Athlète           | Épreuve | Demi-finale | Demi-finale | Demi-finale | Finale  | Finale  | Finale  |
| Athlète           | Épreuve | Points      | Temps       | Rang        | Points  | Temps   | Rang    |
| ----------------- | ------- | ----------- | ----------- | ----------- | ------- | ------- | ------- |
| Nikola Zdráhalová | Femmes  | Forfait     | Forfait     | Forfait     | Forfait | Forfait | Forfait |

### Patinage de vitesse sur piste courte (short-track)
| Athlète          | Épreuve | Série       | Série       | Quart de Finale | Quart de Finale | Demi-finale    | Demi-finale | Finale Finale B | Finale Finale B |
| Athlète          | Épreuve | Temps       | Rang        | Temps           | Rang            | Temps          | Rang        | Temps           | Rang            |
| ---------------- | ------- | ----------- | ----------- | --------------- | --------------- | -------------- | ----------- | --------------- | --------------- |
| Michaela Hrůzová | 500 m   | 45 s 060    | 3e          | Éliminée        | Éliminée        | Éliminée       | Éliminée    | Éliminée        | 24e             |
| Michaela Hrůzová | 1 500 m | Non disputé | Non disputé | 2 min 21 s 278  | 4e              | 2 min 21 s 386 | 4e          | 2 min 46 s 664  | 14e             |

### Saut à ski
| Athlète                                                            | Épreuve                   | Qualification | Qualification | Qualification | Finale   | Finale   | Finale   | Finale   | Finale   | Finale   | Finale   | Finale   |
| Athlète                                                            | Épreuve                   | Qualification | Qualification | Qualification | 1er saut | 1er saut | 1er saut | 2e saut  | 2e saut  | 2e saut  | Total    | Total    |
| Athlète                                                            | Épreuve                   | Distance      | Points        | Rang          | Distance | Points   | Rang     | Distance | Points   | Rang     | Points   | Rang     |
| ------------------------------------------------------------------ | ------------------------- | ------------- | ------------- | ------------- | -------- | -------- | -------- | -------- | -------- | -------- | -------- | -------- |
| Roman Koudelka                                                     | Hommes (tremplin normal), | 93,5 m        | 93,4          | 19e           | 102,0 m  | 130,4    | 11e      | 97,5 m   | 119,1    | 22e      | 249,5    | 18e      |
| Čestmír Kožíšek                                                    | Hommes (tremplin normal), | 93,0 m        | 91,4          | 22e           | 100,0 m  | 119,3    | 30e      | 85,0 m   | 92,6     | 29e      | 211,9    | 29e      |
| Filip Sakala                                                       | Hommes (tremplin normal), | 67,5 m        | 39,2          | 51e           | Éliminé  | Éliminé  | Éliminé  | Éliminé  | Éliminé  | Éliminé  | Éliminé  | Éliminé  |
| Roman Koudelka                                                     | Hommes (grand tremplin),  | 109,0 m       | 79,5          | 48e           | 124,0 m  | 108,7    | 41e      | Éliminé  | Éliminé  | Éliminé  | Éliminé  | Éliminé  |
| Čestmír Kožíšek                                                    | Hommes (grand tremplin),  | 126,0 m       | 107,8         | 25e           | 122,5 m  | 108,1    | 42e      | Éliminé  | Éliminé  | Éliminé  | Éliminé  | Éliminé  |
| Radek Rýdl                                                         | Hommes (grand tremplin),  | 105,0 m       | 74,5          | 50e           | 118,5 m  | 96,7     | 47e      | Éliminé  | Éliminé  | Éliminé  | Éliminé  | Éliminé  |
| Filip Sakala                                                       | Hommes (grand tremplin),  | 110,5 m       | 84,3          | 45e           | 116,0 m  | 93,1     | 48e      | Éliminé  | Éliminé  | Éliminé  | Éliminé  | Éliminé  |
| Roman Koudelka Čestmír Kožíšek Viktor Polášek Filip Sakala         | Par équipes hommes        | Non disputé   | Non disputé   | Non disputé   | 425,5 m  | 279,5    | 9e       | Éliminés | Éliminés | Éliminés | Éliminés | Éliminés |
| Anežka Indráčková                                                  | Femmes                    | Non disputé   | Non disputé   | Non disputé   | 79,0 m   | 62,8     | 29e      | 72,5 m   | 60,5     | 28e      | 123,3    | 30e      |
| Karolína Indráčková                                                | Femmes                    | Non disputé   | Non disputé   | Non disputé   | 82,0 m   | 77,4     | 24e      | 65,0 m   | 53,3     | 30e      | 130,7    | 28e      |
| Klára Ulrichová                                                    | Femmes                    | Non disputé   | Non disputé   | Non disputé   | 70,5 m   | 48,2     | 33e      | Éliminée | Éliminée | Éliminée | Éliminée | Éliminée |
| Karolína Indráčková Roman Koudelka Čestmír Kožíšek Klára Ulrichová | Par équipes mixte         | Non disputé   | Non disputé   | Non disputé   | 340,5 m  | 362,5    | 7e       | 341,5 m  | 360,3    | 7e       | 722,8    | 7e       |

### Skeleton
| Athlètes          | Course 1     | Course 1 | Course 2     | Course 2 | Course 3     | Course 3 | Course 4     | Course 4 | Total        | Total |
| Athlètes          | Temps        | Rang     | Temps        | Rang     | Temps        | Rang     | Temps        | Rang     | Temps        | Rang  |
| ----------------- | ------------ | -------- | ------------ | -------- | ------------ | -------- | ------------ | -------- | ------------ | ----- |
| Anna Fernstädtová | 1 min 2 s 35 | 6e       | 1 min 2 s 44 | 6e       | 1 min 2 s 27 | 10e      | 1 min 2 s 26 | 6e       | 4 min 9 s 32 | 7e    |

### Ski acrobatique
| Athlète        | Épreuve | Qualification | Qualification | Huitième de finale | Quart de finale | Demi-finale | Finale A Finale B | Classement final |
| Athlète        | Épreuve | Temps         | Rang          | Rang               | Rang            | Rang        | Rang              | Classement final |
| -------------- | ------- | ------------- | ------------- | ------------------ | --------------- | ----------- | ----------------- | ---------------- |
| Nikol Kučerová | Femmes  | 1 min 21 s 96 | 23e           | 3e                 | Éliminée        | Éliminée    | Éliminée          | 23e              |

### Ski alpin
| Athlète       | Épreuve      | 1re manche    | 1re manche  | 2e manche    | 2e manche   | Total         | Total        |
| Athlète       | Épreuve      | Temps         | Rang        | Temps        | Rang        | Temps         | Rang         |
| ------------- | ------------ | ------------- | ----------- | ------------ | ----------- | ------------- | ------------ |
| Kryštof Krýzl | Slalom       | Abandon       | Abandon     | Éliminé      | Éliminé     | Éliminé       | Éliminé      |
| Jan Zabystřan | Slalom       | Abandon       | Abandon     | Éliminé      | Éliminé     | Éliminé       | Éliminé      |
| Kryštof Krýzl | Slalom géant | 1 min 7 s 29  | 26e         | 1 min 8 s 27 | 19e         | 2 min 15 s 56 | 19e          |
| Jan Zabystřan | Slalom géant | Abandon       | Abandon     | Éliminé      | Éliminé     | Éliminé       | Éliminé      |
| Jan Zabystřan | Super G      | Non disputé   | Non disputé | Non disputé  | Non disputé | 1 min 23 s 09 | 25e          |
| Jan Zabystřan | Combiné      | 1 min 44 s 54 | 9e          | Abandon      | Abandon     | Pas de temps  | Pas de temps |

| Athlète          | Épreuve      | 1re manche    | 1re manche  | 2e manche   | 2e manche   | Finale        | Finale       |
| Athlète          | Épreuve      | Temps         | Rang        | Temps       | Rang        | Temps         | Rang         |
| ---------------- | ------------ | ------------- | ----------- | ----------- | ----------- | ------------- | ------------ |
| Gabriela Capová  | Slalom       | 55 s 96       | 33e         | 55 s 28     | 33e         | 1 min 51 s 24 | 32e          |
| Martina Dubovská | Slalom       | 53 s 90       | 16e         | 53 s 13     | 14e         | 1 min 47 s 03 | 13e          |
| Elese Sommerová  | Slalom       | 56 s 38       | 38e         | Abandon     | Abandon     | Pas de temps  | Pas de temps |
| Elese Sommerová  | Slalom géant | Abandon       | Abandon     | Éliminée    | Éliminée    | Éliminée      | Éliminée     |
| Ester Ledecká    | Super G      | Non disputé   | Non disputé | Non disputé | Non disputé | 1 min 13 s 94 | 5e           |
| Tereza Nová      | Super G      | Non disputé   | Non disputé | Non disputé | Non disputé | 1 min 17 s 88 | 33e          |
| Barbora Nováková | Super G      | Non disputé   | Non disputé | Non disputé | Non disputé | 1 min 18 s 26 | 36e          |
| Ester Ledecká    | Descente     | Non disputé   | Non disputé | Non disputé | Non disputé | 1 min 38 s 18 | 27e          |
| Tereza Nová      | Descente     | Non disputé   | Non disputé | Non disputé | Non disputé | 1 min 39 s 38 | 28e          |
| Barbora Nováková | Descente     | Non disputé   | Non disputé | Non disputé | Non disputé | 1 min 39 s 50 | 29e          |
| Ester Ledecká    | Combiné      | 1 min 32 s 43 | 2e          | 55 s 89     | 5e          | 2 min 28 s 32 | 4e           |
| Tereza Nová      | Combiné      | 1 min 37 s 07 | 23e         | 58 s 39     | 12e         | 2 min 35 s 46 | 14e          |

| Athlètes                                                     | Huitième de finale  | Quart de finale     | Demi-finale         | Finale / MB         | Finale / MB |
| Athlètes                                                     | Adversaire Résultat | Adversaire Résultat | Adversaire Résultat | Adversaire Résultat | Rang        |
| ------------------------------------------------------------ | ------------------- | ------------------- | ------------------- | ------------------- | ----------- |
| Kryštof Krýzl Jan Zabystřan Barbora Nováková Elese Sommerová | France Défaite 1-3  | Éliminés            | Éliminés            | Éliminés            | 14e         |

### Ski de fond
| Athlète                                           | Épreuve                   | Classique     | Classique   | Libre         | Libre       | Total             | Total   |
| Athlète                                           | Épreuve                   | Temps         | Rang        | Temps         | Rang        | Temps             | Rang    |
| ------------------------------------------------- | ------------------------- | ------------- | ----------- | ------------- | ----------- | ----------------- | ------- |
| Adam Fellner                                      | Skiathlon (15 km + 15 km) | 43 min 22 s 6 | 47e         | 41 min 42 s 8 | 41e         | 1 h 25 min 39 s 5 | 46e     |
| Petr Knop                                         | Skiathlon (15 km + 15 km) | 44 min 6 s 8  | 52e         | 40 min 55 s 9 | 33e         | 1 h 25 min 38 s 4 | 44e     |
| Michal Novák                                      | Skiathlon (15 km + 15 km) | 41 min 14 s 9 | 16e         | 39 min 6 s 1  | 23e         | 1 h 20 min 50 s 9 | 18e     |
| Adam Fellner                                      | 15 km classique           | Non disputé   | Non disputé | Non disputé   | Non disputé | 41 min 1 s        | 31e     |
| Petr Knop                                         | 15 km classique           | Non disputé   | Non disputé | Non disputé   | Non disputé | 42 min 34 s 4     | 54e     |
| Michal Novák                                      | 15 km classique           | Non disputé   | Non disputé | Non disputé   | Non disputé | 42 min 6 s 6      | 50e     |
| Jan Pechoušek                                     | 15 km classique           | Non disputé   | Non disputé | Non disputé   | Non disputé | Abandon           | Abandon |
| Adam Fellner                                      | 50 km libre 30 km libre   | Non disputé   | Non disputé | Non disputé   | Non disputé | 1 h 18 min 14 s 3 | 42e     |
| Petr Knop                                         | 50 km libre 30 km libre   | Non disputé   | Non disputé | Non disputé   | Non disputé | 1 h 16 min 35 s   | 37e     |
| Michal Novák                                      | 50 km libre 30 km libre   | Non disputé   | Non disputé | Non disputé   | Non disputé | Forfait           | Forfait |
| Adam Fellner Petr Knop Michal Novák Jan Pechoušek | Relais 4 × 10 km          | Non disputé   | Non disputé | Non disputé   | Non disputé | 2 h 4 min 57 s 8  | 12e     |

| Athlète                                                          | Épreuve                     | Classique     | Classique   | Libre         | Libre       | Total             | Total   |
| Athlète                                                          | Épreuve                     | Temps         | Rang        | Temps         | Rang        | Temps             | Rang    |
| ---------------------------------------------------------------- | --------------------------- | ------------- | ----------- | ------------- | ----------- | ----------------- | ------- |
| Petra Hynčicová                                                  | Skiathlon (7,5 km + 7,5 km) | 24 min 25 s 8 | 27e         | 23 min 34 s 3 | 30e         | 48 min 40 s 8     | 26e     |
| Petra Nováková                                                   | Skiathlon (7,5 km + 7,5 km) | 24 min 36 s 5 | 30e         | 23 min 37 s 7 | 32e         | 48 min 52 s 7     | 30e     |
| Petra Hynčicová                                                  | 10 km classique             | Non disputé   | Non disputé | Non disputé   | Non disputé | 31 min 28 s       | 42e     |
| Kateřina Janatová                                                | 10 km classique             | Non disputé   | Non disputé | Non disputé   | Non disputé | 31 min 7 s 2      | 34e     |
| Petra Nováková                                                   | 10 km classique             | Non disputé   | Non disputé | Non disputé   | Non disputé | 31 min 0 s 7      | 30e     |
| Petra Hynčicová                                                  | 30 km libre                 | Non disputé   | Non disputé | Non disputé   | Non disputé | 1 h 36 min 26 s 6 | 41e     |
| Kateřina Janatová                                                | 30 km libre                 | Non disputé   | Non disputé | Non disputé   | Non disputé | 1 h 31 min 43 s 2 | 22e     |
| Petra Nováková                                                   | 30 km libre                 | Non disputé   | Non disputé | Non disputé   | Non disputé | Abandon           | Abandon |
| Tereza Beranová Petra Nováková Kateřina Janatová Petra Hynčicová | Relais 4 × 5 km             | Non disputé   | Non disputé | Non disputé   | Non disputé | 59 min 32 s 6     | 13e     |

| Athlète                           | Épreuve            | Qualification | Qualification | Quart de finale | Quart de finale | Demi-finale    | Demi-finale | Finale    | Finale |
| Athlète                           | Épreuve            | Temps         | Rang          | Temps           | Rang            | Temps          | Rang        | Temps     | Rang   |
| --------------------------------- | ------------------ | ------------- | ------------- | --------------- | --------------- | -------------- | ----------- | --------- | ------ |
| Ondřej Černý                      | Individuel hommes  | 2 min 50 s 65 | 9e            | 3 min 10 s 62   | 6e              | Éliminé        | Éliminé     | Éliminé   | 26e    |
| Michal Novák                      | Individuel hommes  | 2 min 52 s 49 | 21e           | 2 min 55 s 36   | 5e              | Éliminé        | Éliminé     | Éliminé   | 23e    |
| Jan Pechoušek                     | Individuel hommes  | 2 min 55 s 03 | 33e           | Éliminé         | Éliminé         | Éliminé        | Éliminé     | Éliminé   | 33e    |
| Luděk Šeller                      | Individuel hommes  | 2 min 54 s 09 | 29e           | 3 min 1 s 83    | 6e              | Éliminé        | Éliminé     | Éliminé   | 29e    |
| Michal Novák Luděk Šeller         | Par équipes hommes | Non disputé   | Non disputé   | Non disputé     | Non disputé     | 20 min 36 s 70 | 7e          | Éliminés  | 14e    |
| Tereza Beranová                   | Individuel femmes  | 3 min 22 s 20 | 22e           | 3 min 22 s 59   | 4e              | Éliminée       | Éliminée    | Éliminée  | 20e    |
| Zuzana Holíková                   | Individuel femmes  | 3 min 29 s 63 | 44e           | Éliminée        | Éliminée        | Éliminée       | Éliminée    | Éliminée  | 44e    |
| Petra Hynčicová                   | Individuel femmes  | 3 min 24 s 51 | 33e           | Éliminée        | Éliminée        | Éliminée       | Éliminée    | Éliminée  | 33e    |
| Kateřina Janatová                 | Individuel femmes  | 3 min 20 s 80 | 15e           | 3 min 20 s 12   | 4e              | Éliminée       | Éliminée    | Éliminée  | 19e    |
| Petra Hynčicová Kateřina Janatová | Par équipes femmes | Non disputé   | Non disputé   | Non disputé     | Non disputé     | 23 min 55 s 59 | 9e          | Éliminées | 15e    |

### Snowboard
| Athlète          | Épreuve           | Qualification | Qualification | Qualification | Qualification | Qualification | Finale   | Finale   | Finale   | Finale   | Finale   |
| Athlète          | Épreuve           | Course 1      | Course 2      | Course 3      | Meilleur      | Rang          | Course 1 | Course 2 | Course 3 | Meilleur | Rang     |
| ---------------- | ----------------- | ------------- | ------------- | ------------- | ------------- | ------------- | -------- | -------- | -------- | -------- | -------- |
| Šárka Pančochová | Big air femmes    | 44,00         | 62,75         | 60,25         | 123,00        | 14e           | Éliminée | Éliminée | Éliminée | Éliminée | Éliminée |
| Šárka Pančochová | Slopestyle femmes | 25,51         | 17,18         | -             | 25,51         | 26e           | Éliminée | Éliminée | Éliminée | Éliminée | Éliminée |
| Šárka Pančochová | Half-pipe femmes, | 41,75         | 18,75         | -             | 41,75         | 18e           | Éliminée | Éliminée | Éliminée | Éliminée | Éliminée |

| Athlète         | Épreuve | Qualification | Qualification | Huitième de finale | Quart de finale | Demi-finale     | Finale          | Finale                         |
| Athlète         | Épreuve | Temps         | Rang          | Adversaire         | Adversaire      | Adversaire      | Adversaire      | Rang                           |
| --------------- | ------- | ------------- | ------------- | ------------------ | --------------- | --------------- | --------------- | ------------------------------ |
| Ester Ledecká   | Femmes  | 1 min 23 s 63 | 1re           | Ochner Victoire    | Król Victoire   | Dekker Victoire | Ulbing Victoire | Médaille d'or, Jeux olympiques |
| Zuzana Maděrová | Femmes  | 1 min 34 s 59 | 23e           | Éliminée           | Éliminée        | Éliminée        | Éliminée        | Éliminée                       |

| Athlète           | Épreuve | Qualification | Qualification | Huitième de finale | Quart de finale | Demi-finale | Finale A Finale B | Classement final |
| Athlète           | Épreuve | Temps         | Rang          | Rang               | Rang            | Rang        | Rang              | Classement final |
| ----------------- | ------- | ------------- | ------------- | ------------------ | --------------- | ----------- | ----------------- | ---------------- |
| Radek Houser      | Hommes  | Forfait       | Forfait       | Forfait            | Forfait         | Forfait     | Forfait           | Forfait          |
| Vendula Hopjáková | Femmes  | 1 min 25 s 49 | 23e           | ab.                | Éliminée        | Éliminée    | Éliminée          | 28e              |